# Cyathea jacobsii
Cyathea jacobsii är en ormbunkeart som beskrevs av Holtt. Cyathea jacobsii ingår i släktet Cyathea och familjen Cyatheaceae. Inga underarter finns listade.